# Batalla de los llanos del Bagradas
La batalla de los llanos del Bagradas, batalla del Bagradas (el antiguo nombre del río Meyerda) o batalla de Túnez fue una batalla librada en la primavera de 255 a. C., nueve años después del inicio de la primera guerra púnica, entre un ejército cartaginés bajo Jantipo y otro romano bajo Marco Atilio Régulo que terminó con victoria para los primeros. Los años anteriores a la batalla, la recién construida Armada romana estableció la superioridad naval sobre Cartago, ventaja que los romanos utilizaron para invadir la patria cartaginesa, que en la actualidad estaría situada en Túnez, en el norte de África. Después de desembarcar en la península del cabo Bon y llevar una exitosa campaña, la flota volvió a Sicilia sin Régulo, quien se quedó con quince mil quinientos hombres para asegurar el alojamiento en África durante el invierno.
En lugar de asegurar su posición, Régulo avanzó hacia la ciudad de Cartago y derrotó a un ejército cartaginés por el camino en la batalla de Adís. Los romanos continuaron y capturaron Túnez, a tan solo dieciséis kilómetros de Cartago. Desesperados, los cartagineses pidieron la paz, pero los términos propuestos por Régulo eran tan duros que decidieron seguir luchando. Encargaron el adiestramiento de su ejército y, más tarde, el mando al comandante mercenario espartano Jantipo.
En la primavera de 255 a. C., Jantipo dirigió a un ejército fuerte en caballería y elefantes contra la fuerza de infantería romana, quienes no tuvieron una respuesta efectiva contra los elefantes cartagineses. Los cartagineses expulsaron a la caballería romana, que era inferior en número, del campo de combate y enviaron a la suya, que terminó por rodear a la mayoría y aniquilar a la mayoría de romanos; quinientos sobrevivieron y fueron capturados, incluido Régulo. Una fuerza romana compuesta por dos mil hombres evitó ser rodeada y retrocedió hacia Aspis. La guerra continuó durante catorce años más, mayormente en Sicilia o en las aguas cercanas, antes de acabar con una victoria romana; los términos ofrecidos a Cartago esta vez fueron más generosos que los propuestos por Régulo.

## Fuentes

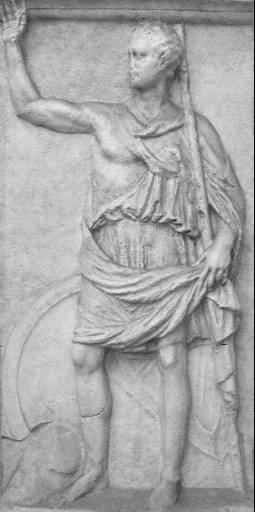
Polibio «un historiador notablemente bien informado, trabajador y perspicaz».

## Situación
En 264 a. C. los estados de Cartago y Roma entraron en guerra, la denominada primera guerra púnica. Cartago era una potencia marítima bien establecida en el Mediterráneo occidental; Roma había unificado recientemente la Italia continental al sur del río Arno. La expansión de Roma hacia el sur de Italia probablemente hizo inevitable que entrase en conflicto con Cartago por el dominio de Sicilia, incluso si la contienda se desataba por algún pretexto. La causa inmediata de la guerra fue la disputa por el control de la ciudad siciliana de Messana (la moderna Mesina).
En 256 a. C. la guerra se había convertido en una lucha en la que los romanos intentaban derrotar a los cartagineses de manera decisiva y, como mínimo, controlar toda Sicilia. Estos últimos estaban comprometidos con su política tradicional de esperar a que sus oponentes se desgastaran, con la expectativa de recuperar algunas o todas sus posesiones y negociar un tratado de paz mutuamente satisfactorio. Los romanos eran una potencia experimentada en el ataque por tierra, y gracias a esto ganaron el control de gran parte de Sicilia. La guerra llegó a un punto muerto en el que los cartagineses estaban enfocados en defender sus pueblos y ciudades; estas estaban en su mayoría en la costa y por lo tanto podían ser abastecidas y reforzadas sin que los romanos pudieran usar su ejército superior para interferir.

Un mapa del Mediterráneo occidental que muestra el territorio controlado por Cartago y Roma al comienzo de la primera guerra púnica.

El foco de la guerra se desplazó al mar, donde los romanos tenían poca experiencia; en las pocas ocasiones previas a la guerra que habían necesitado presencia en el mar, optaron por pequeñas escuadras proporcionadas por sus aliados. En el 260 a. C., los romanos decidieron construir una flota, para conseguir esto, utilizaron un quinquerreme cartaginés naufragado como modelo para sus propios barcos. La frustración por el continuo estancamiento de la guerra terrestre en Sicilia, combinada con las victorias en Milas (260 a. C.) y en Sulci, llevó a los romanos a desarrollar un plan para invadir la patria cartaginesa situada en el corazón del Norte de África y así conseguir amanezar su capital (en la actualidad cerca de Túnez). Ambos bandos decidieron establecer la supremacía naval, por lo que gastaron grandes cantidades de dinero y mano de obra para poder mantener e incrementar el tamaño de sus armadas.
La tradición romana fijaba que el mando de los ejércitos correspondía a dos hombres elegidos anualmente, los cónsules. A principios del 256 a. C., la armada romana, compuesta por trescientos treinta buques de guerra más un número desconocido de transportes, zarpó desde Ostia, el puerto de Roma, comandada conjuntamente por los dos cónsules del año, Marco Atilio Régulo y Lucio Manlio Vulsón Longo. Embarcaron unos veintiséis mil legionarios provenientes de las fuerzas romanas sicilianas. Los cartagineses eran conscientes de las intenciones romanas, por lo que, en consecuencia, reunieron todos los buques de guerras que tenían disponibles, trescientos cincuenta, bajo Hannón y Amílcar, frente la costa sur de Sicilia con la intención de interceptarlos. Con un total de 680 buques de guerra y aproximadamente 290 000 tripulantes e infantes de marina, la batalla probablemente fue la más grande de la historia a causa de los combatientes involucrados. Cuando se encontraron en la batalla del cabo Ecnomo, los cartagineses confiaron en sus habilidades superiores de maniobra de barcos y tomaron la iniciativa, ya que pensaban que estas serían decisivas para conseguir la victoria. Después de un prolongado y confuso día de lucha, los cartagineses terminaron siendo derrotados, con pérdidas de treinta barcos naufragados y sesenta y cuatro capturados a pérdidas romanas de veinticuatro barcos hundidos.

## Preludio

1: Los romanos desembarcan y capturan Aspis. (256 a. C.)
2: Victoria romana en Aspis. (256 a. C.)
3: Los romanos ocupan Túnez. (256 a. C.)
4: Jantipo parte de Cartago con un gran ejército. (255 a. C.)
5: Los romanos son derrotados en la batalla de Túnez. (255 a. C.)
6: Los romanos se retiran hacia Aspis y abandonan África. (255 a. C.)

Como resultado de la batalla, el ejército romano comandado por Régulo y Longo desembarcó en África cerca de Aspis, en la península del cabo Bon, y empezó a devastar los campos cartagineses en búsqueda de víveres para alimentar a los noventa mil remeros y tripulantes, y a los veintiséis mil legionarios. Capturaron a veinte mil esclavos, grandes rebaños de ganado, y después realizaron un breve asedio a la ciudad de Aspis. El Senado romano envió órdenes para que la mayoría de los barcos romanos y una gran parte del ejército regresaran a Sicilia bajo el mando de Longo, probablemente a causa de las dificultades logísticas para abastecer a más de cien mil hombres durante el invierno. Para no perder la presencia en África, dejaron a Régulo con cuarenta barcos, quince mil infantes y quinientos jinetes. Este último era un experimentado jefe militar que había conseguido el cargo de cónsul en el 267 a. C., cuando fue galardonado con un triunfo por su victoria sobre los mesapios. Sus órdenes eran debilitar el ejército cartaginés mientras esperaba a que llegaran los refuerzos en primavera. Se esperaba que lo lograse a base de incursiones y fomentando rebeliones entre los territorios sometidos por Cartago, pero los cónsules tenían amplía discreción para actuar como considerasen oportuno. Régulo optó por llevar a su ejército tierra adentro. Avanzó hasta la ciudad de Adís, a unos sesenta kilómetros al sudeste de Cartago, y la asedió. Los cartagineses, mientras tanto, llamaron a Amílcar de Sicilia con cinco mil soldados de infantería y quinientos de caballería. Este último y dos jefes previamente desconocidos llamados Asdrúbal y Bostar se unieron para comandar un ejército fuerte en caballería y elefantes y de aproximadamente el mismo tamaño que el romano.
Los cartagineses establecieron un campamento en una colina cercana a Adís y, como respuesta, los romanos llevaron a cabo una marcha nocturna en la que lanzaron un ataque sorpresa contra la acampada enemiga desde dos direcciones. Los cartagineses huyeron tras una confusa lucha. No se tiene constancia sobre las pérdidas, pero se sabe que fueron escasas entre la caballería y los elefantes. Los romanos continuaron la marcha y se apoderaron de numerosos pueblos por el camino, entre ellos Túnez, a dieciséis kilómetros de Cartago. Desde Túnez, los romanos saquearon y talaron los alrededores de la capital cartaginesa, y además, muchas de las posesiones africanas de Cartago aprovecharon esto para rebelarse. La ciudad de Cartago estaba llena de refugiados que huían de Régulo o de los rebeldes, lo que ocasionó que los alimentos se acabaran, por lo que los cartagineses, desesperados, se decidieron a pedir la paz. Régulo, al ver que Cartago aceptaba la derrota, lo aprovechó para exigirle condiciones muy duras: entregaría Sicilia, Cerdeña y Córcega; pagaría todos los gastos bélicos de Roma; rendiría tributo a Roma cada año; tendría prohibido declarar la guerra o hacer la paz sin permiso romano; tendría su armada limitada a un solo buque de guerra, pero proporcionaría cincuenta grandes buques de guerra a los romanos a pedido de ellos. Al encontrar estos términos completamente inaceptables, los cartagineses decidieron seguir luchando.

## Ejércitos

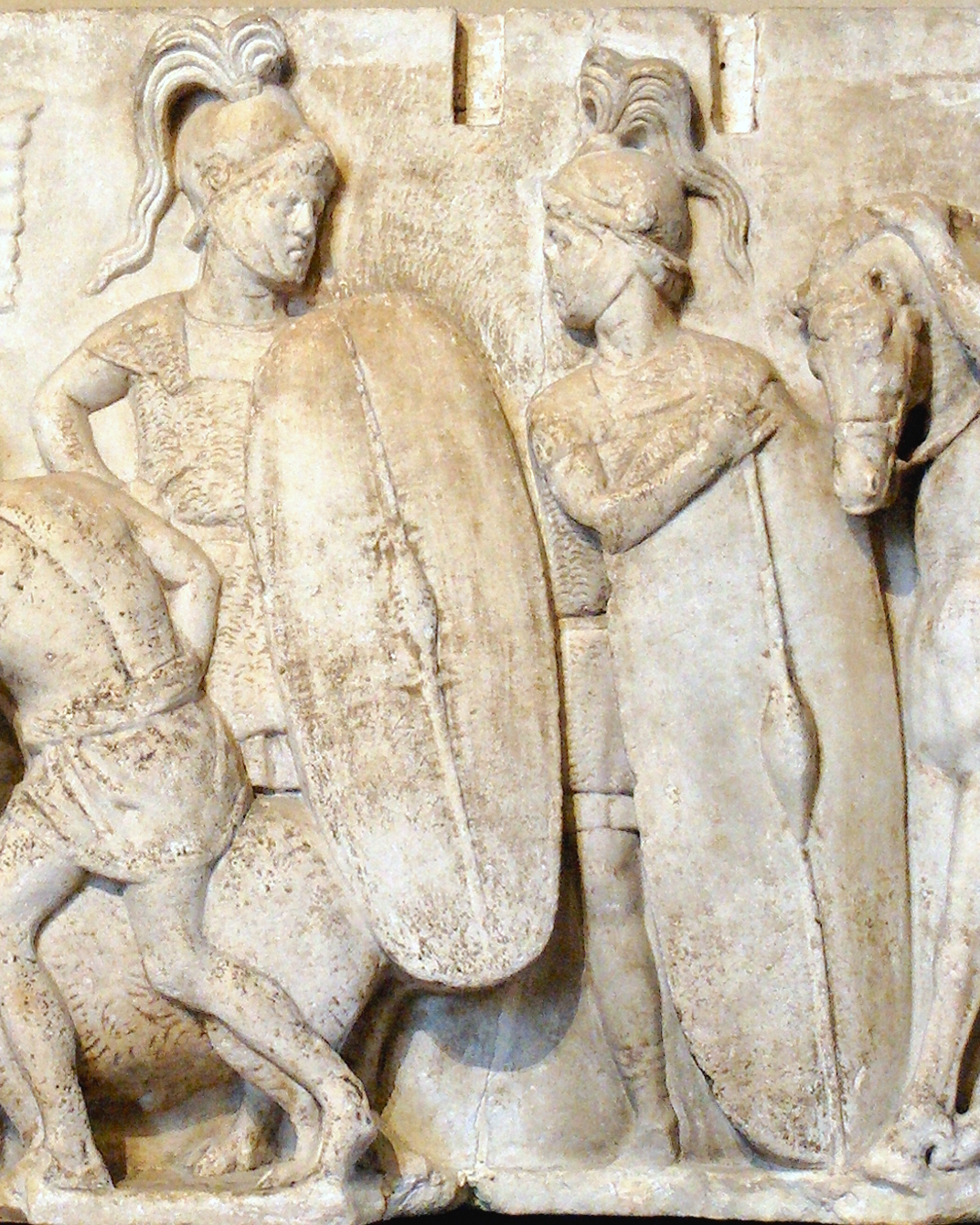
Detalle del relieve del altar de Domicio Enobarbo que muestra dos soldados de infantería romanos del a. C.

Los ciudadanos romanos adultos varones debían hacer el servicio militar; la mayoría servía como infantería, mientras que la minoría más rica aportaba el contingente de caballería. Tradicionalmente, los romanos reclutaban dos legiones, cada una de cuatro mil doscientos infantes y trescientos jinetes. Una pequeña parte de la infantería la componían escaramuzadores armados con jabalinas. El resto estaba equipado como infantería pesada, con armadura, un escudo grande y espada corta. Los infantes se dividían en tres filas: los de la primera llevaban además dos jabalinas, mientras que los de la segunda y la tercera portaban en su lugar una lanza. Tanto las subunidades legionarias como los legionarios individuales luchaban en un orden relativamente abierto. Por lo general, un ejército se formaba combinando una legión romana con otra de tamaño y equipo similares que proporcionaban los aliados latinos. No está claro como estaban organizados los quince mil quinientos infantes que lucharon en el río Bagradas, pero posiblemente pertenecían a cuatro legiones con dotaciones incompletas, dos romanas y dos aliadas. Aunque no se sabe por qué, Régulo no reclutó tropas de los pueblos y ciudades que se rebelaron contra Cartago, hecho que lo diferenció de otros generales, incluyendo los romanos, que mandaron ejércitos contra Cartago en África. Por añadidura, la dificultad para transportar caballos había limitado su caballería a tan solo quinientos jinetes, y desconcierta que no tratase de compensar esta deficiencia.
Los ciudadanos cartagineses solo servían en el ejército si existía una amenaza directa para la ciudad. En la mayoría de las circunstancias, el ejército cartaginés se nutría de extranjeros, muchos del norte de África, que proporcionaba varias tropas especializadas, entre ellas: infantería organizada en formación cerrada, equipada con grandes escudos, cascos, espadas cortas y lanzas largas y escaramuzadores de infantería ligera armados con jabalinas; caballería de choque que también combatía en formación cerrada —también conocida como «caballería pesada»— que portaba lanza; y escaramuzadores de caballería ligera que lanzaban jabalinas desde lejos y evitaban el combate cuerpo a cuerpo. Tanto Hispania como Galia proporcionaron infantería veterana: tropas carentes de armadura que cargaban ferozmente, aunque tenían reputación de abandonar el combate si se alargaba. La mayor parte de la infantería cartaginesa luchaba en una formación compacta conocida como falange, generalmente de dos o tres líneas. Se reclutaron honderos especializados en las islas Baleares. Los cartagineses también emplearon elefantes de guerra; en el norte de África habitaban por entonces elefantes forestales africanos.

## Jantipo

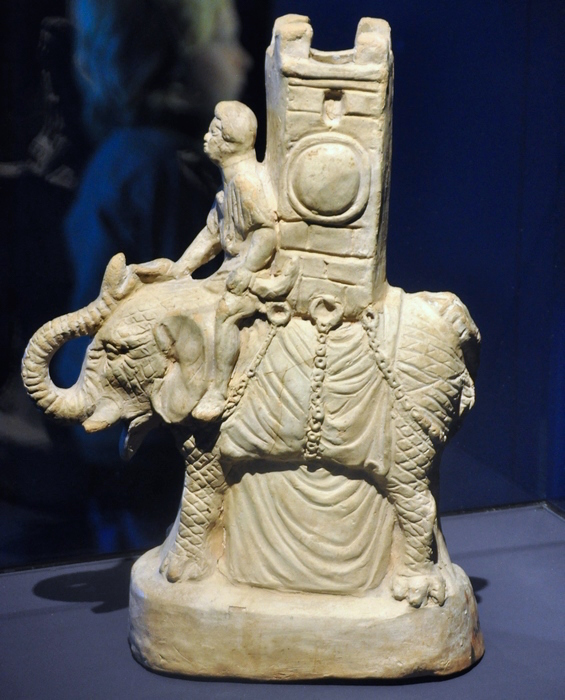
Estatua romana de un elefante de guerra encontrada en Pompeya.

Los cartagineses reclutaron combatientes originarios de toda la región mediterránea y, alrededor de esta época, un gran grupo de reclutas de Grecia llegó a Cartago. Entre ellos se encontraba Jantipo, un comandante mercenario espartano. Polibio afirma que participó en métodos de entrenamiento propios de su patria y que sabía tanto cómo desplegar como maniobrar un ejército. Dejó una buena impresión entre las tropas del ejército cartaginés y pudo persuadir al Senado cartaginés de que los elementos más fuertes de su ejército eran la caballería y los elefantes y que para conseguir un resultado más eficiente debían de luchar en terreno llano. El historiador John Lazenby especula que pudo haberse enfrentado previamente a los elefantes cuando Pirro de Epiro atacó a Esparta en la década de 270 a. C. Jantipo fue puesto al cargo del adiestramiento durante el invierno, aunque un comité de generales cartagineses retuvo el control operativo. A medida que se acercaba la perspectiva de una batalla decisiva y se hacía más evidente la habilidad de Jantipo para maniobrar el ejército, se le concedió el control total. No está claro si fue una decisión del Senado, de los generales o fue impuesta por los deseos de las tropas, quienes incluían a muchos ciudadanos cartagineses.

## Batalla
Jantipo sacó al ejército, compuesto por cien elefantes, cuatro mil jinetes y doce mil infantes —entre estos, cinco mil veteranos de Sicilia y muchas milicias ciudadanas— de Cartago y estableció un campamento en una llanura cercana a donde se hallaban los romanos. Se desconoce cuál era el lugar exacto, pero se supone que se asentaron cerca de Túnez. Las fuerzas romanas, formadas por quince mil infantes y quinientos jinetes, avanzaron para encontrarse con ellos, y acamparon a unos dos kilómetros de distancia de sus enemigos. Ambos bandos se desplegaron para la batalla a la mañana siguiente. Jantipo puso a la milicia cartaginesa en el centro de la formación, con los veteranos sicilianos y los infantes recién contratados en los flancos; la caballería fue parejamente dividida en dos y dispuesta cubriendo los flancos de la infantería y los elefantes se desplegaron en una sola línea de frente en el centro de la infantería. Los romanos establecieron a los legionarios en el centro, dispuestos en una formación más profunda y densa de lo habitual. Polibio la considera una formación efectiva contra los elefantes, pero señala que acortó el frente de la infantería y la hizo más propensa a ser flanqueada. Los escaramuzadores de la infantería ligera se situaron delante de las legiones, y quinientos jinetes se dividieron entre los flancos. Régulo parece que esperaba abrir brecha en la formación de los elefantes gracias a la concentración de la infantería, vencer luego a la falange cartaginesa central y así conseguir la victoria antes que de tener que preocuparse por ser atacado por los flancos.

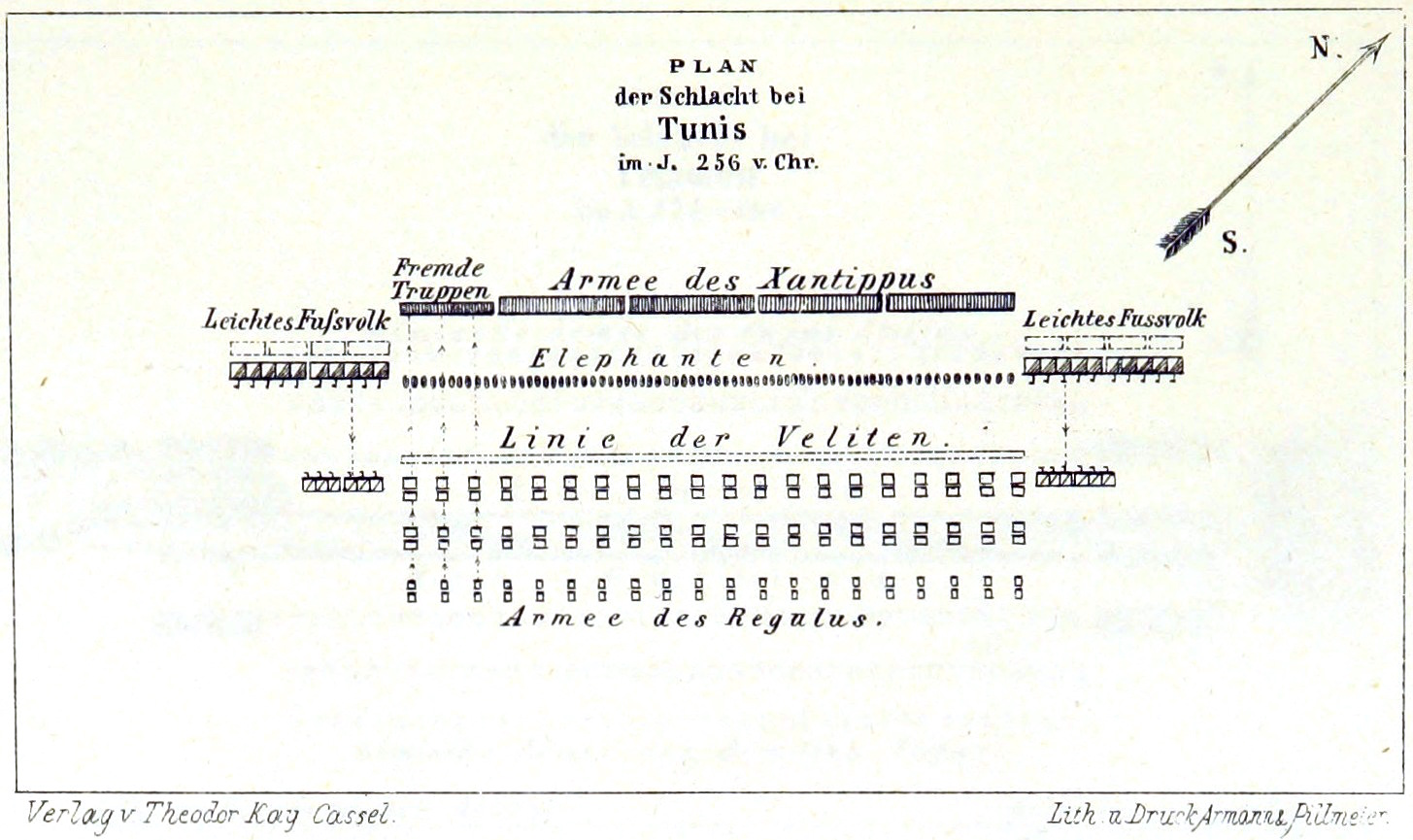
Un plano de la batalla:
los cartagineses arriba, los romanos abajo y los elefantes en el medio.

La batalla comenzó con acometidas de la caballería y los elefantes cartagineses. Los jinetes romanos, superados en número, pronto terminaron siendo barridos del campo de batalla. Las legiones romanas avanzaron mientras gritaban y golpeaban las empuñaduras de sus espadas en sus escudos con la intención de asustar a los elefantes. Parte del costado izquierdo romano, probablemente compuesto por aliados latinos, se mezcló con la línea de elefantes y cargó contra la infantería cartaginesa del lado derecho, que no aguantó el embate y huyó hacia su campamento. El resto de la infantería romana tuvo dificultades para enfrentarse a los elefantes, indiferentes al ruido con el que trataban de asustarlos y que cargaron contra el enemigo, lo que causó bajas y una gran confusión. Al menos algunos de los legionarios se abrieron camino a través de la línea de elefantes y atacaron a la falange cartaginesa, pero estaban demasiado desordenados para luchar eficazmente y el enemigo se mantuvo firme. En ese momento, algunos jinetes cartagineses regresaron de su persecución de la caballería enemiga y comenzaron a hostigar o hacer fintas contra la retaguardia y los flancos romanos. Estos últimos intentaron luchar por todos los lados, lo que detuvo su avance.
Los romanos se mantuvieron firmes, posiblemente en parte debido a la formación densa en la que se habían desplegado, pero los elefantes continuaron arrasando sus filas, y la caballería cartaginesa consiguió inmovilizarlos a base de dispararles proyectiles a la retaguardia y a los flancos. Entonces, Jantipo dio la orden de ataque a la falange que terminó de arrinconar a la mayoría de los romanos en un espacio en el que no pudieron resistir con eficacia a las acometidas enemigas y en el que terminaron pereciendo. Régulo y una pequeña fuerza lucharon para zafarse del cerco, pero fueron perseguidos y poco después él y quinientos supervivientes se vieron obligados a rendirse. Como resultado, un total de trece mil soldados romanos murieron. Los cartagineses, por su parte, perdieron ochocientos hombres del flanco derecho, el que había desbaratado la infantería romana; las pérdidas del resto del ejército se desconocen. Dos mil romanos sobrevivieron, del ala izquierda que había irrumpido hasta el campamento enemigo; escaparon del campo de batalla y se retiraron hacia Aspis. Esta fue la única victoria importante de Cartago en una batalla terrestre durante la guerra.

## Consecuencias
Jantipo, temeroso de la envidia de los generales cartagineses a los que había superado, aceptó su paga y regresó a Grecia. Régulo murió en cautiverio cartaginés; autores romanos posteriores inventaron una historia la que mostraba virtudes heroicas mientras estuvo prisionero. Los romanos enviaron una flota para evacuar a sus supervivientes y los cartagineses intentaron impedírselo. En la batalla resultante, en el cabo Hermeo, frente a África, los cartagineses sufrieron una derrota contundente; el enemigo les arrebató ciento catorce de sus barcos con sus tripulaciones y hundió otros dieciséis. La flota romana, a su vez, fue devastada por una tormenta mientras regresaba a Italia, en la que perdió 384 de sus 464 buques de guerra y más de 100 000 hombres, la mayoría aliados latinos de los romanos. La guerra continuó durante catorce años más, principalmente en Sicilia o las aguas cercanas, antes de terminar con una victoria romana; los términos ofrecidos a Cartago esta vez fueron más generosos que los propuestos por Régulo. La cuestión de qué Estado controlaría el Mediterráneo occidental quedó sin resolver, y ambos mantuvieron una tensa relación. Cuando Cartago sitió Saguntum —actual Sagunto, en el este de Iberia— en 218 a. C., ciudad protegida por los romanos, precipitó la segunda guerra púnica con Roma.